# Donat Acklin
Donat Acklin (ur. 6 czerwca 1965 w Herznach) – szwajcarski bobsleista. Wielokrotny medalista olimpijski.
Trzy razy startował na igrzyskach olimpijskich (IO 88, IO 92, IO 94) i na dwóch olimpiadach zdobywał medale. W 1992 i 1994 triumfował w dwójkach w duecie z pilotem Gustavem Wederem. Obaj znajdowali się także w składzie medalowych czwórek. Trzy razy stawał na podium mistrzostw świata.
Jego brat Guido także był olimpijskim medalistą w bobslejach.